# Cisai-Saint-Aubin
Cisai-Saint-Aubin là một xã thuộc tỉnh Orne vùng Normandie tây bắc nước nước Pháp. Xã này nằm ở khu vực có độ cao trung bình 228 mét trên mực nước biển.